# Andor von Barsy
Andor von Barsy (* 14. März 1899 in Budapest; † 24. Dezember 1964 in München) war ein ungarischer Kameramann.

## Leben
Nach dem Besuch der österreichischen Oberrealschule, die er mit dem Abitur beendete, kam von Barsy kurz nach dem Ende des Ersten Weltkriegs nach Deutschland. Er war zunächst bei den Ertel-Werken in München im Bereich Kino-Aufnahmetechnik tätig und arbeitete beim Verkehrsmuseum in Nürnberg als fachtechnischer Berater.
Von Barsy kam 1919 zum Film, wo er als Kameramann tätig war. Er spezialisierte sich auf Dokumentarfilme, besonders Reisefilme und Kulturfilme. Dabei erwies er sich als experimentierfreudiger, ambitionierter Bildgestalter. Der Kurzfilm Hoogstraat, bei dem von Barsy ebenfalls Regie führte, wurde zu einem Klassiker des niederländischen Avantgarde-Kinos. Nur unregelmäßig drehte er auch Spielfilme. Beim Filmfestival Venedig erhielt er 1934 eine Auszeichnung für seine Kameraführung in dem niederländischen Spielfilm Totes Wasser (Dood water). Er war auch einer der zahlreichen Kameramänner, die Leni Riefenstahl und der Olympia-Film G.m.b.H. bei ihrem Zweiteiler Olympia zur Verfügung standen. 
Mit Das Bad auf der Tenne (1943) filmte er einen aufwändigen Streifen während der Zeit des Nationalsozialismus. Für den zivilisationskritischen Spielfilm Jonas von Ottomar Domnick, bei dem Barsy in ungewöhnlichen Arrangements Nachkriegsbauten, kahle Gänge, Stromkabel, Maschinen und Autos ins Bild brachte, wurde er 1957 mit dem Filmband in Silber ausgezeichnet.
Von Barsy schrieb auch für Fachzeitschriften, darunter die Kinotechnik und die Süddeutsche Filmzeitung.

## Filmografie
| - 1924: Madeira (technische Leitung; Dokumentarfilm) - 1925: Der Bodensee (Dokumentarfilm) - 1929: Hoogstraat - 1929: Welthafen (Dokumentarfilm) - 1929: De Maarschalkstaf - 1930: Rotterdam (Dokumentarfilm) - 1930: Zeemansvrouwen - 1932: Seifenblasen - 1932: Terra nova - 1934: Totes Wasser (Dood water) - 1936: Lentelied - 1936/38: Olympia (2 Teile) - 1943: Das Bad auf der Tenne | - 1943: Weben und Wirken (Dokumentarfilm) - 1950: Es war ein Mensch (Dokumentarfilm) - 1950: Der ewige Kreis (Kurz-Dokumentarfilm) - 1951: Europa ruft uns (Dokumentarfilm) - 1951: Loreley (Kurz-Dokumentarfilm) - 1953: Des Feuers Macht (Dokumentarfilm) - 1957: Jonas - 1957: De vliegende Hollander - 1957: Achtung, Synkope (Kurz-Dokumentarfilm) - 1960: Gino - 1965: La Malcontenta. Begegnung in den Gärten Venetiens |